# منیره گرجی فرد
منیره علی مشهور به منیره گرجی (۱۳۰۸ – ۲۳ دی ۱۴۰۳) سیاستمدار ایرانی و تنها نماینده زن در مجلس خبرگان قانون اساسی بود. وی تحصیلات سطح حوزوی داشت.

## زندگی شخصی
منیره علی در خانواده‌ای هشت نفره در کوچه عین‌الدوله تهران زاده شد. او در سن ۱۵ سالگی با مهدی گرجی که به پیشه کفاشی اشتغال داشت، ازدواج کرد و به همین دلیل، تحصیلاتش در دوره متوسطه متوقف شد. اما بعدها در سن ۳۵ سالگی تحصیل و پژوهش در متون اسلامی را آغاز کرد. تنها کتاب او با عنوان نگرش قرآن به حضور زن در تاریخ انبیاء توسط نشر سوین و در سال ۱۳۸۷ چاپ شد.

## پیش از انقلاب
منیره گرجی گفته بود تا پیش از قیام ۱۵ خرداد هیچ فعالیت سیاسی نداشته است. اما دیدن کشتار بی‌رحمانه مخالفان دودمان پهلوی در آن روز در نزدیکی خانه‌اش در میدان ژاله باعث شد وارد فعالیت‌های سیاسی و مبارزاتی شود.
منیره گرجی بین سال‌های ۱۳۵۶ تا ۱۳۵۸ مجلس‌های خطابه داشت. او در این مجالس با تأثیر از علی شریعتی، زنان و گاهی مردان را آماده مبارزه می‌کرد. گرجی از جمله واعظانی بود که پا به عرصه مبارزه فرهنگی گذاشت. منیره گرجی همچنین نخستین سازمان غیردولتی در حوزه تخصصی زنان را با عنوان «مؤسسه مطالعات و تحقیقات زنان» تأسیس کرد.
سید محمود طالقانی از او خواسته بود در بعضی جلسات همراه وی باشد تا به پرسش‌های مذهبی زنان پاسخ بدهد.
منیره گرجی روز بازگشت خمینی به ایران همراه با دختر بزرگش به فرودگاه مهرآباد رفته بود و آماده کشته شدن بود.

## عضویت در مجلس خبرگان
منیره گرجی پس از انقلاب ۱۳۵۷ سمت و مسئولیتی نداشت. اما برخی چهره‌ها از جمله ابوالقاسم خزعلی از او خواستند در انتخابات مجلس خبرگان قانون اساسی شرکت کند. اما عزم او برای شرکت در انتخابات هنگامی جذم شد که شنید برخی می‌خواهند قرص ضدبارداری در دسترس مردم باشد تا افراد بی‌جهت باردار نشوند. منیره گرجی در انتخابات مجلس خبرگان قانون اساسی در میان ۱۰ نماینده منتخب تهران نفر نهم شد. وی با حدود یک میلیون و ۳۰۰ هزار رای توانست ۵۱ درصد آرای تهران را به دست آورد.
انتخاب منیره گرجی به عنوان تنها زن مجلس خبرگان قانون اساسی اعتراض برخی از منتخبان این مجلس را برانگیخت. آنان تهدید کردند این زن باید برود وگرنه ما مجلس را ترک می‌کنیم. او پاسخ داد «من بر مسوولیتی که مردم به من واگذار کرده‌اند، استوارم. هرکس نمی‌تواند حضور یک زن را تحمل کند، برود.» او روز دوشنبه ۵ شهریور در جلسه علنی مجلس خبرگان در دفاع از حقوق زنان سخنرانی کرد. گرجی در این سخنان با یادآوری جایگاه حقوقی زن در اسلام و نیز ذکر تاریخی وضعیت زنان ایرانی، خطاب به دیگر همکاران خویش در مجلس خبرگان گفت: «چون در پیشگاه قرآن مسئول هستم، به حکم آیه «و من لم یحکم بما انزل‌الله» که سه بار در سوره مائده تکرار می‌شود این را توجه داشته باشیم که در این موقع در این نشست مهم و عظیم، حقوق این گروه که بنیاد اجتماع بر پایه زن است، ضایع نشود. ما زن‌ها محروم مانده‌ایم. این شعار نیست، واقعیت است.»
منیره گرجی در جلسه بررسی اصل بیستم قانون اساسی در شهریور ۱۳۵۸ مخالفتی با محدود کردن برابری زن و مرد نداشت. او به غیر از قضاوت و زعامت (رهبری) اصرار داشت که در امور دیگر زن و مرد با هم برابر هستند و چون زنان محروم بوده‌اند، باید از حقوق آنان حمایت شود. او نقش مهمی در تغییر اصل ۱۲ پیش‌نویس قانون اساسی داشت که کارکرد زنان را به خانواده و تربیت فرزند در جامعه اسلامی تقلیل داده بود. پیشنهاد او برای تضمین دولت برای پشتیبانی از حقوق زنان در همه امور با رعایت موازین اسلامی، به عنوان اصل ۲۱ قانون اساسی تصویب شد.
منیره گرجی پس از پایان کار در مجلس خبرگان قانون اساسی از سیاست کناره گرفت و توبه محض کرد.

## دیدگاه

### حجاب
او مخالف حجاب اجباری بود و گفته بود : «وقتی خداوند به انسان اجباری نمی‌کند، من چه کسی هستم که به انسان‌ها بگویم چگونه پوششی داشته باشند؟»

### رجل
منیره گرجی برای حذف شرط مرد بودن (رجل) برای ریاست‌جمهوری از قانون اساسی به دیدار خمینی در قم رفت. اما تلاش او نتیجه نداد.

## تدریس
منیره گرجی پس از پایان دوره مجلس خبرگان قانون اساسی، از مشاغل دولتی کناره‌گیری کرد. او در سال ۱۳۸۲ در حوزه علمیه خدیجه کبری در تهران به تدریس فقه، تفسیر، احکام و اخلاق مشغول بود و در مرکز تربیت معلم شهید رجایی، مدرس درس عرفان امام بود.

## درگذشت
منیره گرجی در ۲۳ دی ۱۴۰۳ در نود و پنج سالگی درگذشت.